# AMOS 1
AMOS 1 (עמוס 1 en hebreo) es un satélite de comunicaciones israelí lanzado el 16 de mayo de 1996 mediante un cohete Ariane 4 desde el puerto espacial de Kourou, en la Guayana francesa, a una órbita geoestacionaria. Fue el primer satélite de comunicaciones israelí.

## Objetivos
El objetivo de AMOS es proporcionar comunicaciones de voz e imagen a Israel y otros países.

## Características
AMOS 1 está estabilizado en los tres ejes y tiene siete transpondedores para banda Ku.